# Єлена Йованович
Єлена Йованович (нар. 12 травня 1990, Белград, СФРЮ) — сербська співачка та акторка.

## Дискографія
- Мистерија (2010)
- Перверзија (2011)
- Жетва Туге (2012)
- Савршен дан (2013)
- Херој (2014)